# Ernesto Darioli

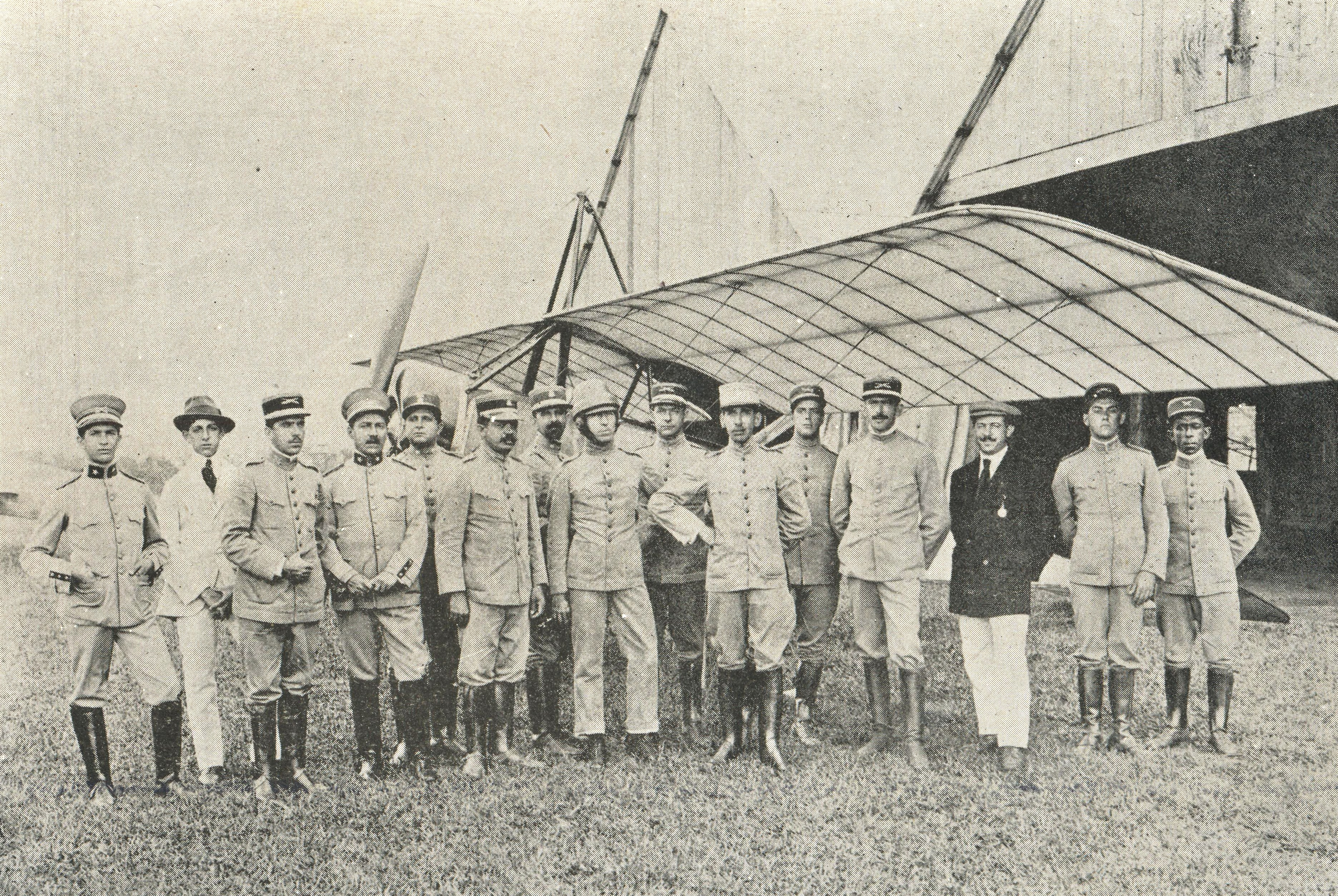
Foto realizada no episódio da Guerra do Contestado. Ernesto Darioli é o penúltimo da esquerda para a direita.

Ernesto Darioli foi um aviador italiano.
Veio para o Brasil com um Blériot X, fazendo demonstrações no Rio de Janeiro, Porto Alegre e em Juiz de Fora, MG, onde alçou voo, na cidade mineira, na manhã de 30 de março de 1912.
Foi instrutor de voo de Ricardo Kirk, o primeiro aviador brasileiro, em Santa Cruz, em 1912.  Foi com este para a Europa comprar a aviões para o recém criado Aeroclube Brasileiro, onde era instrutor, retornando com um Blériot SIT.
Foi, junto com Kirk, contratado pela União Federal, para missões no teatro de operações da Guerra do Contestado.